# Dolenji Podboršt (Mirna Peč, Slovenija)
Dolenji Podboršt je naselje u slovenskoj Općini Mirnoj Peči. Dolenji Podboršt se nalazi u pokrajini Dolenjskoj i statističkoj regiji Jugoistočnoj Sloveniji. 

## Stanovništvo
Prema popisu stanovništva iz 2002. godine naselje je imalo 31 stanovnika.